# Trichostachys microcarpa
Trichostachys microcarpa är en måreväxtart som beskrevs av Karl Moritz Schumann. Trichostachys microcarpa ingår i släktet Trichostachys och familjen måreväxter. Inga underarter finns listade i Catalogue of Life.